# Pühret
Pühret  är en ort och kommun i Österrike. Den ligger i distriktet Vöcklabruck i förbundslandet Oberösterreich, 200 kilometer väster om huvudstaden Wien. 
Kommunen består av sex orter (Ortschaften) (inom parentes invånarantal 1 januari 2024):
- Altensam (170)
- Ennsberg (126)
- Lehen (174)
- Moosham (125)
- Pühret (54)
- Schlierberg (6)